# Hyde Park Corner (Londons tunnelbana)
Hyde Park Corner är en tunnelbanestation i Londons tunnelbana nära parken Hyde Park. Stationen trafikeras av Piccadilly line och öppnades år 1906. Hyde Park Corner används av många turister som besöker Buckingham Palace och dess trädgårdar som ligger i närheten samt besökare till Hyde Park.

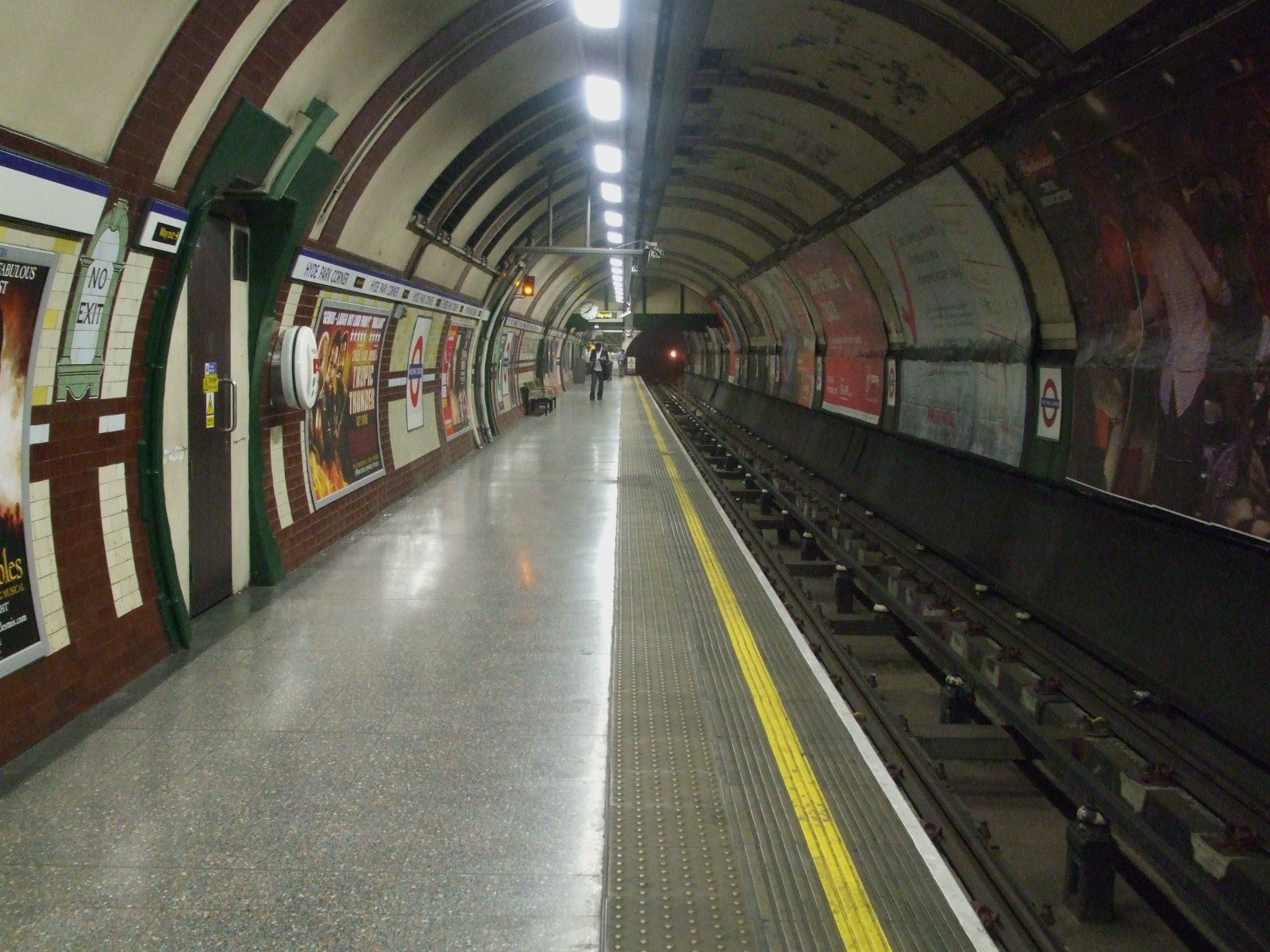
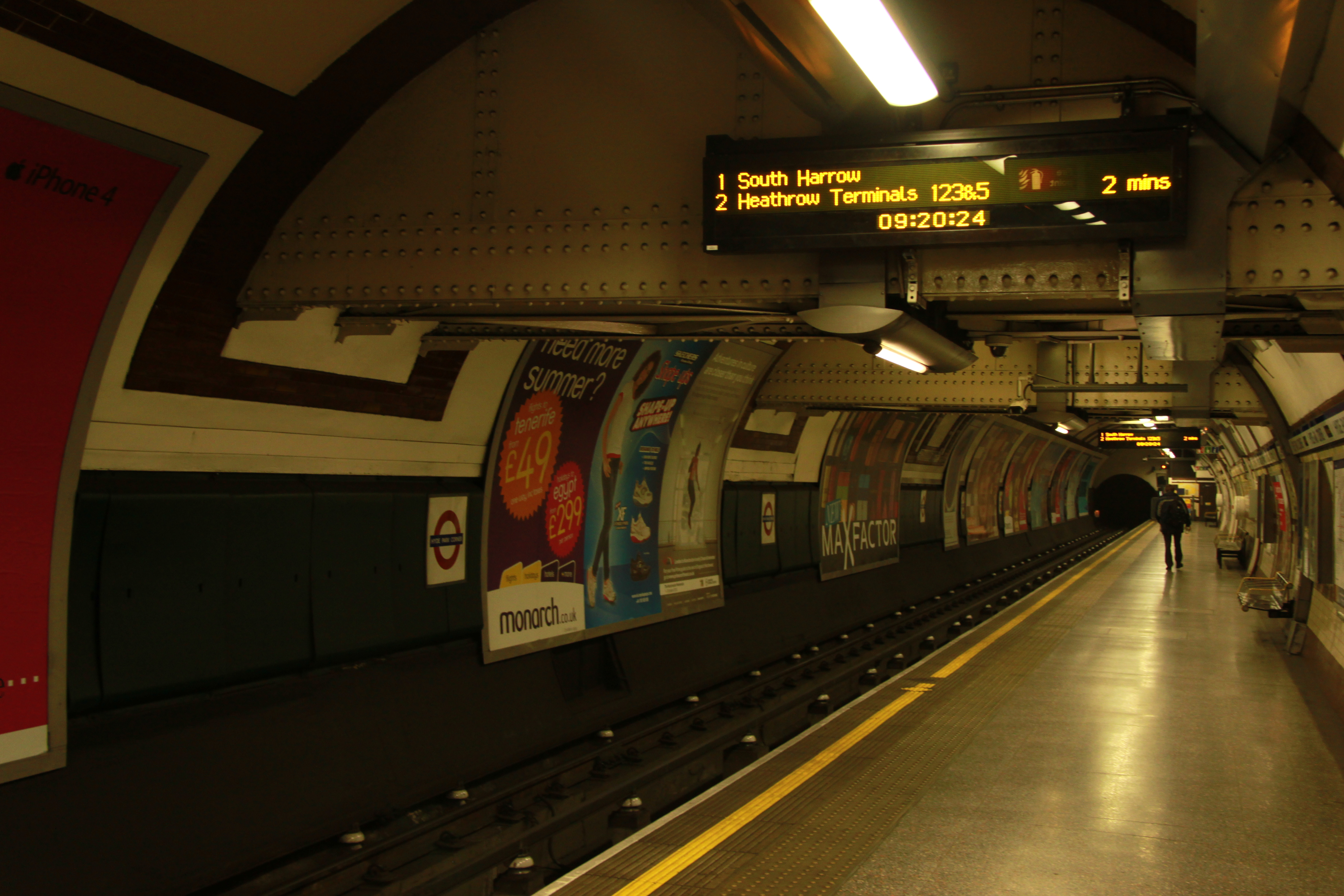
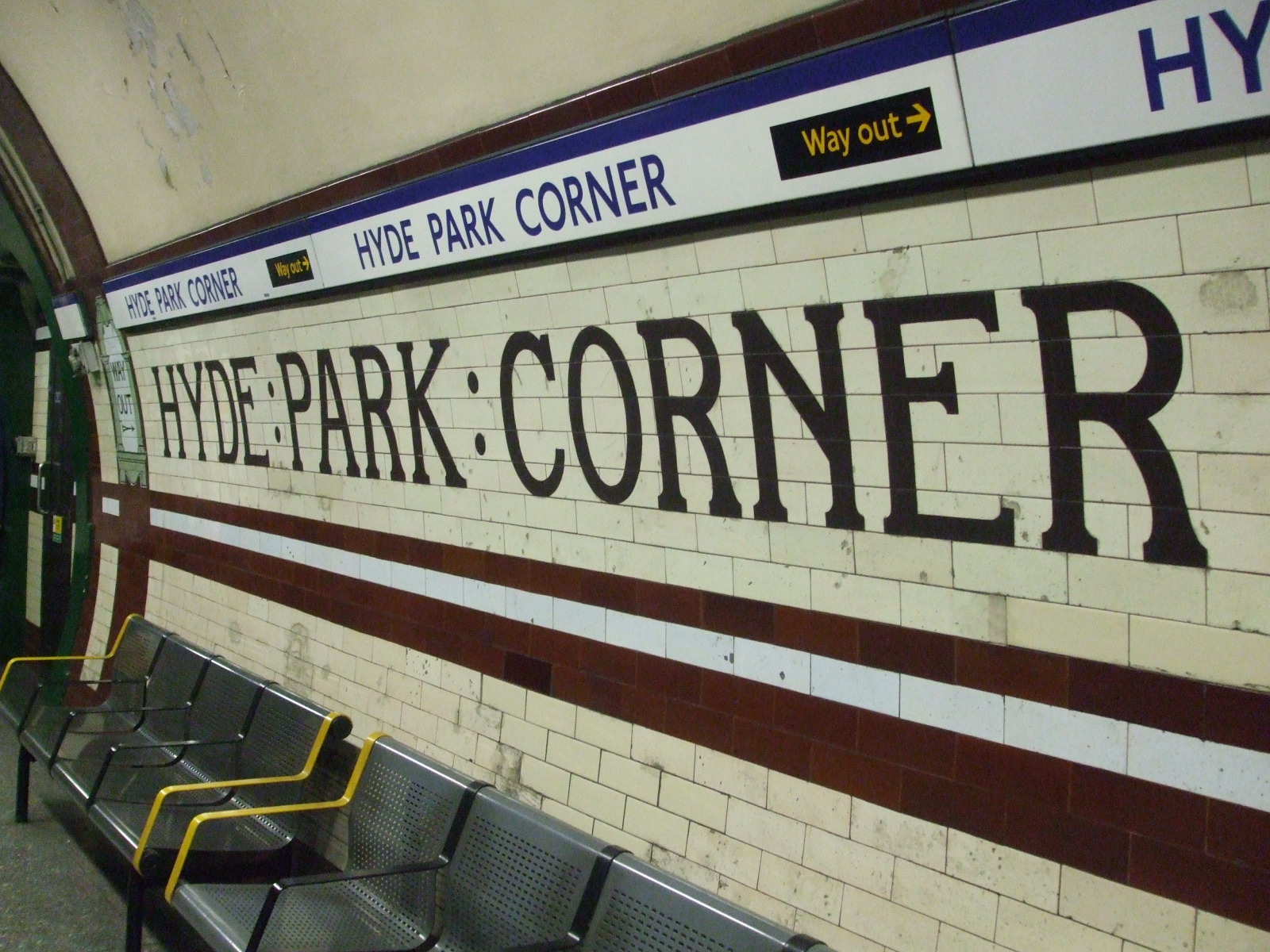
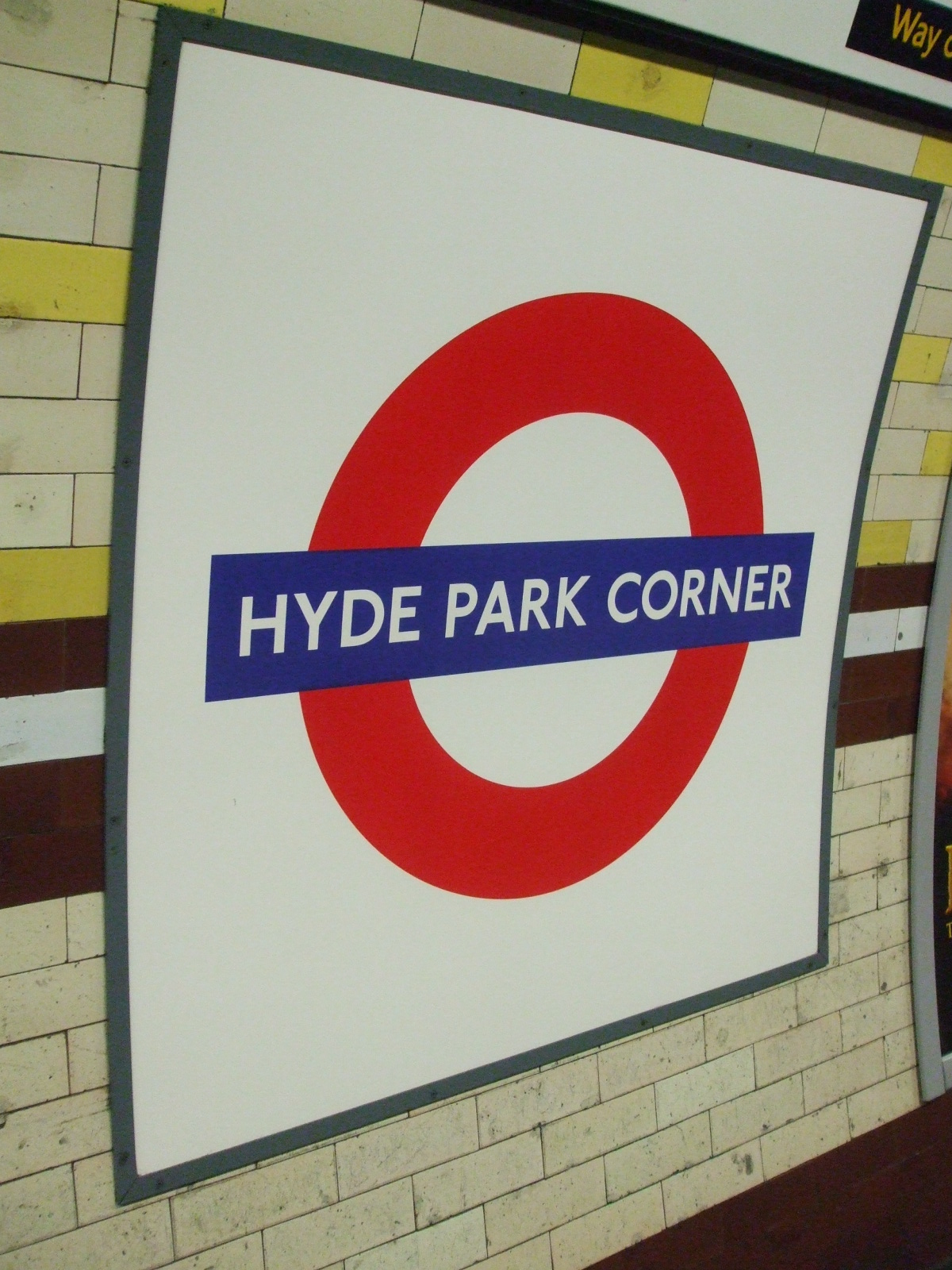

- Wikimedia Commons har media som rör Hyde Park Corner (London Underground).